# Ali Alipour
Ali Alipour (Qaem Shahr, 2 juli 1994) is een Iraanse voetballer die doorgaans als aanvaller speelt. Hij verruilde Rah Ahan in januari 2015 voor Persepolis.